# Campionato olandese femminile di pallanuoto
Il campionato olandese femminile di pallanuoto è l'insieme dei tornei pallanuotistici femminili nazionali per club organizzati dalla Koninklijke Nederlandse Zwembond, la federnuoto dei Paesi Bassi.
Quello olandese è il campionato femminile più longevo d'Europa; viene, infatti, disputato sin dal 1914. Il massimo livello è la Hoofdklasse.

## Struttura dei campionati

### Hoofdklasse
La Hoofdklasse è la massima divisione olandese, in cui si assegna il titolo di campione nazionale. Prendono parte al torneo 12 formazioni che si affrontano in un girone all'italiana e si incrociano successivamente nella fase di play-off. L'ultima classificata affronta gli spareggi con le prime due della Eerste Klasse.

### Organico 2011-2012[2]
- Barendrecht
- Brandenburg
- De Gouwe
- Den Ham
- Donk Gouda
- Haerlem
- Het Ravijn
- Nereus Zaandam
- Polar Bears Ede
- PSV
- Utrecht
- ZVL Leiden

### Eerste klasse
L'Eerste klasse è il secondo livello del campionato, vi prendono parte 11 club, per la maggior parte si tratta delle seconde squadre dei club di prima divisione; le prime due classificate si giocano la promozione con l'ultima della Hoofdklasse.

### Organico 2011-2012[2]
- Barendrecht II
- De Robben
- De Spreng
- De Veene
- Donk Gouda II
- Nereus Zaandam II
- Polar Bears Ede II
- TRB-RES Tilburg
- Utrecht II
- Zian
- ZVL Leiden II

### Tweede klasse
La Tweede klasse è la terza divisione olandese. Viene disputata su tre gironi da dodici squadre ciascuno.
Organico 2011-2012:
2K A: Brandenburg II, BZ&PC Bodegraven, De Gouwe II, De Kempvis, De Snippen, De Zijl III, Donk Gouda III, Het Y Amsterdam, Nereus III, Sassenheim, ZPC Rotterdam, ZV Utrecht.
2K B: Amersfoort, Aqua-Novio '94, Arethusa, DZT '62, ENC Arnhem, Kring Utrecht, MNC Dordrecht, Nayade, Njord, SG-WZC, Wiekslag, ZV Vlaardingen.
2K C: De Hof, De Rijn, Het Ravijn III, Livo, Losser, Orca, OZ&PC Oldenzaal, SGHA Herenveen, Swol 1894, TriVia, VZ&PC Vriezenveen, WS Twente.

## Albo d'oro
- 1914:  HDZ Amsterdam
- 1915:  HDZ Amsterdam
- 1916:  HDZ Amsterdam
- 1917:  HDZ Amsterdam
- 1918:  HDZ Amsterdam
- 1919:  HDZ Amsterdam
- 1920:  HDZ Amsterdam
- 1921:  HDZ Amsterdam
- 1922:  HDZ Amsterdam
- 1923:  HDZ Amsterdam
- 1924:  RDZ Rotterdam
- 1925:  RDZ Rotterdam
- 1926:  HDZ Amsterdam
- 1927:  HDZ Amsterdam
- 1928:  HZ&PC Den Haag
- 1929:  HZ&PC Den Haag
- 1930:  HZ&PC Den Haag
- 1931:  HZ&PC Den Haag
- 1932:  RDZ Rotterdam
- 1933:  HDZ Amsterdam
- 1934:  HDZ Amsterdam
- 1935:  HZ&PC Den Haag
- 1936:  HZ&PC Den Haag
- 1937:  HZ&PC Den Haag
- 1938:  ADZ Amsterdam
- 1939:  HZ&PC Den Haag
- 1940:  HZ&PC Den Haag
- 1941:  HZ&PC Den Haag
- 1942:  Utrecht
- 1943:  Zian
- 1944-45: non disputato
- 1946:  De Robben
- 1947:  De Robben
- 1948: non disputato
- 1949:  De Robben
- 1950:  De Robben
- 1951:  De Robben
- 1952:  De Robben
- 1953:  De Robben
- 1954:  De Robben
- 1955:  De Robben
- 1956:  De Robben
- 1957:  De Robben
- 1958:  De Robben
- 1959:  De Robben
- 1960:  De Robben
- 1961:  De Robben
- 1962:  De Robben
- 1963:  De Robben
- 1964:  De Robben
- 1965:  De Robben
- 1966:  HZC Hilversum
- 1967:  De Robben
- 1968:  De Robben
- 1969:  De Robben
- 1970:  De Robben
- 1971:  De Robben
- 1972:  De Robben
- 1973:  De Robben
- 1974:  De Robben
- 1975:  De Robben
- 1976:  DSZ Den Haag
- 1977:  DSZ Den Haag
- 1978:  DSZ Den Haag
- 1979:  Het Gooi
- 1980:  Het Gooi
- 1981:  Het Gooi
- 1982:  Het Gooi
- 1983:  Het Gooi
- 1984:  Het Gooi
- 1985:  Donk Gouda
- 1986:  De Vuursche
- 1987:  Donk Gouda
- 1988:  Donk Gouda
- 1989:  Nereus Zaandam
- 1990:  Donk Gouda
- 1991:  Brandenburg
- 1992:  Donk Gouda
- 1993:  Nereus Zaandam
- 1994:  Nereus Zaandam
- 1995:  Nereus Zaandam
- 1996:  Nereus Zaandam
- 1997:  Nereus Zaandam
- 1998:  Donk Gouda
- 1999:  Donk Gouda
- 2000:  Het Ravijn
- 2001:  Nereus Zaandam
- 2002:  Polar Bears Ede
- 2003:  Het Ravijn
- 2004:  Polar Bears Ede
- 2005:  Donk Gouda
- 2006:  Brandenburg
- 2007:  Polar Bears Ede
- 2008:  Het Ravijn
- 2009:  Polar Bears Ede
- 2010:  Polar Bears Ede
- 2011:  Donk Gouda
- 2012:  Het Ravijn
- 2013:  Het Ravijn
- 2014:  ZVL Leiden
- 2015:  Donk Gouda
- 2016:  ZVL Leiden
- 2017:  Utrecht
- 2018:  Polar Bears Ede
- 2019:  Donk Gouda
- 2020: non assegnato
- 2021:  Polar Bears Ede
- 2022:  Polar Bears Ede
- 2023:  Nereus Zaandam
- 2024:  Nereus Zaandam
- 2025:  Donk Gouda

### Vittorie
| Pos. | Squadra               | Vittorie |
| ---- | --------------------- | -------- |
| 1    | De Robben/HZC         | 29       |
| 2    | HDZ Amsterdam         | 14       |
| 3    | Donk Gouda            | 12       |
| 4    | Zian / HZ&PC Den Haag | 11       |
| 5    | Nereus Zaandam        | 9        |
| 6    | Polar Bears Ede       | 8        |
| 7    | Het Gooi              | 6        |
| 8    | Het Ravijn            | 5        |
| 9    | DSZ Den Haag          | 3        |
| 9    | RDZ Rotterdam         | 3        |
| 11   | Brandenburg           | 2        |
| 11   | Utrecht               | 2        |
| 13   | ADZ Amsterdam         | 1        |
| 13   | De Vuursche           | 1        |